# Кышлица-Прут
Кышлица-Прут (рум. Cîșlița-Prut) — село в Кагульском районе Молдавии. Относится к сёлам, не образующим коммуну.

## География
Село расположено на высоте 8 метров над уровнем моря.

## Население
По данным переписи населения 2004 года, в селе Кышлица-Прут проживает 1271 человек (594 мужчины, 677 женщин).
Этнический состав села:
| Национальность | Число жителей | Процентный состав |
| -------------- | ------------- | ----------------- |
| молдаване      | 1231          | 96,85             |
| румыны         | 15            | 1,18              |
| гагаузы        | 8             | 0,63              |
| цыгане         | 7             | 0,55              |
| украинцы       | 5             | 0,39              |
| русские        | 3             | 0,24              |
| прочие         | 2             | 0,16              |
| Всего          | 1271          | 100 %             |